# Sonderverfahren des UN-Menschenrechtsrats
Die Sonderverfahren (englisch Special Procedures) sind Mechanismen des UN-Menschenrechtsrats. Zu diesem Zweck werden einzelne Personen oder Gruppen zu Sonderberichterstattern (vgl. Liste von UN-Sonderberichterstattern), Arbeitsgruppen (englisch: working groups) oder unabhängige Experten (englisch: independent experts) ernannt. Je nach Mandat unterscheidet man zwischen geographischen (länderspezifischen) und thematischen Sonderverfahren. Zur Arbeitsweise der Sonderberichterstatter zählen auch Missionen vor Ort und öffentliche Berichte über die Menschenrechtssituation in den einzelnen Staaten oder Regionen.

## Sonderberichterstatter zu Ländern
Im August 2018 gab es Sonderberichterstatter zu acht Ländern:
- Eritrea, seit 2012[2]
- Iran, seit 2011
- Israelisch besetzte Gebiete, seit 1993
- Kambodscha, seit 1993
- Myanmar, seit 1992
- Nordkorea, seit 2004
- Syrien, seit 2011
- Belarus, seit 2012

Unabhängige Experten gibt es zu folgenden vier Ländern:
- Mali, seit 2013
- Somalia, seit 1993
- Sudan, seit 1993
- Zentralafrikanische Republik, seit 2013

Seit 2012 gab es unabhängige Experten zu folgenden Ländern:
- Elfenbeinküste, 2011–2017[3]
- Haiti, 1995–2017[4]

## Thematische Sonderverfahren
Im August 2018 gab es insgesamt 44 thematische Sonderverfahren, die entweder von einem Sonderberichterstatter, einem unabhängigen Experten oder einer Arbeitsgruppe betreut wurden.

### Sonderberichterstatter
- Adäquater Lebensstandard, seit 2000
- Kinderhandel, Kinderprostitution und Kinderpornographie, seit 1990
- Kulturelle Rechte, seit 2009
- Recht auf Bildung, seit 1998
- Extralegale, summarische oder willkürliche Hinrichtungen, seit 1982
- Recht auf angemessene Ernährung, seit 2000
- Recht auf Versammlungsfreiheit und Organisationsfreiheit, seit 2010
- Recht auf Religionsfreiheit, seit 1986
- Recht auf physische und mentale Gesundheit, seit 2002
- Lage von Menschenrechtlern, seit 2000
- Unabhängigkeit von Richtern und Rechtsanwälten, seit 1994
- Rechte indigener Völker, seit 2001
- Rechte von Migranten, seit 1999
- Rassismus, Fremdenfeindlichkeit und ähnliche Formen von Intoleranz, seit 1993
- Schutz von Menschenrechten im Kampf gegen Terrorismus, seit 2005
- Folter und Misshandlung, seit 1985
- Auswirkungen von Umweltverschmutzung auf die Menschenrechte, seit 1995
- Menschenhandel, insbesondere Frauen und Kinder, seit 2004
- Gewalt gegen Frauen, seit 1994
- Recht auf Entwicklung, seit 2016
- Rechte von Personen mit Behinderungen, seit 2014
- Recht auf eine saubere Umwelt, seit 2012
- Rechte von Personen mit Lepra und deren Familien, seit 2017
- Recht auf Privatsphäre (privacy), seit 2015
- Negative Auswirkungen einseitiger Zwangsmaßnahmen, seit 2014
- Rechte von Minderheiten, seit 2005
- Management und Entsorgung von Schadstoffen, seit 1995
- Binnenvertriebene, seit 2004
- Extreme Armut, seit 1998
- Aktuelle Formen des Sklavenhandels, seit 2007
- Wahrheit, Gerechtigkeit und Wiedergutmachung, seit 2011
- Recht auf Wasser und sanitäre Einrichtungen, seit 2008

### Arbeitsgruppen
(Stand: Januar 2023)
- seit 2002 UN-Arbeitsgruppe zu Menschenrechten für Menschen afrikanischer Abstammung
  - Barbara G. Reynolds (seit 2021) – Guyana, Dominique Day (seit 2018) – USA, Catherine Namakula (seit 2021) – (Uganda), Miriam Ekiudoko (seit 2021) – Ungarn, Bina D'Costa (seit 2023) – Bangladesch[7]

- seit 1991 UN-Arbeitsgruppe zu Menschenrechten und willkürliche Festnahmen
  - seit 2022 Priya Gopalan – Malaysia, Ganna Yudkivska – Ukraine, Miriam Estrada-Castillo – Ecuador, Mathew Gillett – Neuseeland, Mumba Malila – Sambia

- seit 1980 UN-Arbeitsgruppe zu Menschenrechten und gewaltsamem und unfreiwilligem Verschwindenlassen
  - seit 2020 Luciano Hazan – Argentinien, Gabriella Citroni – Italien, Grazyna Baranowska – Polen, Aua Baldé – Guinea-Bissau, Angkhana Neelapaijit – Thailand

- seit 2005 UN-Arbeitsgruppe zu Menschenrechten und dem Einsatz von Söldnern gegen das Selbstbestimmungsrecht der Völker
  - seit 2023 Jovana Jezdimirovic Ranito – Serbien, Carlos Salazar Couto – Peru, Michelle Small – Südafrika, Sorcha Macleod – Großbritannien, Ravindran Daniel Justin – Indien

- seit 2011 UN-Arbeitsgruppe zu Menschenrechten und transnationale Unternehmen
  - seit 2020 Damilola S. Olawuyi – Nigeria, Pichamon Yeophantong – Thailand, Elżbieta Karska – Polen, Robert Mccorquodale – Australien, Fernanda Hopenheym – Mexiko

- seit 2010 UN-Arbeitsgruppe zur Diskriminierung von Frauen und Mädchen
  - Dorothy Estrada-Tanck – Mexiko, Claudia Flores – USA, Laura Nyirinkindi – Uganda, Ivana Krstić – Serbien, Haina Lu – China

- seit 2024 UN-Arbeitsgruppe zum ländlichen Raum (Working Group on the rights of peasants and other people working in rural areas)
  - seit 2024 Uche Ewelukwa Ofodile – Nigeria, Shalmali Guttal – Indien, Davit Hakobyan – Armenien, Carlos Duarte – Kolombien, Geneviève Savigny – Frankreich

Ehemalige Arbeitsgruppen
- UN-Arbeitsgruppe über Indigene Bevölkerungen, sie wurde 2008 durch den UN-Expertenmechanismus für die Rechte indigener Völker ersetzt

### Unabhängige Experten
(Stand: Januar 2023)

#### Themenbezogen
- seit 2005 Menschenrechte und internationale Solidarität
  - seit 2020 Obiora C. Okafor – Nigeria

- seit 2015 Rechte von Personen mit Albinismus
  - 2015–2021 Ikponwosa Ero – Nigeria[9]
  - seit 2021 Muluka-Anne Miti-Drummond – Sambia

- seit 2013 Rechte von betagten Personen
  - 2014–2020 Rosa Kornfeld-Matte – Chile
  - seit 2022 Claudia Mahler – Österreich

- seit 2016 Sexuelle Orientierung und Geschlechtsidentität
  - seit 2017 Victor Madrigal-Borloz – Costa Rica

- seit 2012 Unabhängiger Experte für die Förderung einer demokratischen und gerechten internationalen Ordnung
  - 2012–2018 Alfred de Zayas – Vereinigte Staaten von Amerika
  - 2018–2024 Livingstone Sewanyana – Uganda[10]
  - seit 2024 George Katrougalos – Griechenland[11]

#### Länderbezogen
- seit 2013 Unabhängiger Experte für die Zentralafrikanische Republik
  - seit 2022 Yao Agbetse – Togo[12]

- seit 2013 Unabhängiger Experte für Mali
  - 2022–2024 Alioune Tine – Senegal[13]
  - seit 2024 Eduardo Gonzalez – Peru